# Бродок (Минская область)
Бродок (белор. Брадок) — деревня в Минском районе Минской области Беларуси, входящая в состав Острошицко-Городокского сельсовета.

## География
Деревня Бродок расположена в северо-восточной части Минского района, примерно в 25 км от центра Минска. Ближайшие населённые пункты — деревня Ключники, вплотную примыкающая с севера, и посёлок Озёрный в 2 км южнее.

## История
Деревня Бродок впервые упоминается в инвентаре 1650 года, как деревня имения Городок, принадлежавшего князю Богуславу Радзивиллу (1620—1669).
В исторических источниках XIX века упоминается, что в 1860 году деревня Бродок принадлежала помещику Мазуркевичу и насчитывала 63 крепостных крестьянина мужского пола и 7 дворовых мужчин. К 1897 году в деревне было 51 двор и проживало 303 жителя.

## Население
Согласно переписи 2009 года, в деревне проживало 250 человек. По данным на 2021 год, численность населения увеличилась до примерно 300 человек.

## Достопримечательности
В окрестностях деревни находится усадьба, представляющая историческую и культурную ценность.
В деревне был обнаружен в 1961 году Бродокский клад монет Речи Посполитой и Западной Европы первой половины XVII века, который находится в коллекции Национального исторического музея Республики Беларусь.